# Gottfrid Björck
Karl "Gottfrid" Björck (31. maj 1893 – 8. juli 1981) var en svensk officer, der blandt andet deltog som leder af aktionen med de hvide busser i slutningen af 2. verdenskrig.
Gottfrid Björck var blandt andet chefadjudant hos kong Gustav 5., og han var som oberst inspektør for de svenske forsyningstropper under krigen. Det var herfra, at det store flertal af de personer, der deltog i de hvide busser, kom fra, og lederen var derfor også fra disse tropper.
Björck nåede en rang af generalmajor, inden han gik på pension fra det svenske forsvar.